# Siam tre piccoli porcellin
Siam tre piccoli porcellin è il primo album dal vivo degli Afterhours, pubblicato nel 2001. Il titolo dell'album si ispira al ritornello della canzone del cartone animato Disney I tre porcellini del 1933.

## Tracce

### CD1 (live elettrico)
1. Germi - 3:10
2. Siete proprio dei pulcini - 2:11
3. Rapace - 5:11
4. Male di miele - 2:44
5. L'estate - 3:11
6. Non si esce vivi dagli anni '80 - 3:45
7. Simbiosi - 12:52
8. Sui giovani d'oggi ci scatarro su - 2:51
9. Dea - 1:44
10. L'inutilità della puntualità - 3:26
11. Lasciami leccare l'adrenalina - 1:42
12. Questo pazzo pazzo mondo di tasse - 2:55
13. Ossigeno - 4:57
14. Dentro Marilyn - 5:47
15. Cose semplici e banali - 6:04
16. La sinfonia dei topi - 2:57 (inedito in studio)

#### Origine tracce
- Tracce 1, 2, 13, 14 disco di origine: Germi, 1995;
- tracce 3, 4, 7, 8, 9, 11, 12 disco di origine: Hai paura del buio?, 1997;
- tracce 5, 6, 10, 15 disco di origine: Non è per sempre, 1999.

#### Registrazione
- Tracce 1 e 2 registrate nel 1997 a Torino;
- traccia 3 registrata il 7 aprile 2000 al Teatro Tenda di Verona;
- tracce 6, 7, 8, 9 e 10 registrate il 4 marzo 2000 al Leoncavallo di Milano;
- tracce 4 e 11 registrate il 18 maggio 2000 al festival Goa-Boa Festival di Genova;
- tracce 5 e 13 registrate il 25 marzo 2000 al Velvet di Rimini;
- traccia 12 registrata nel 1997 a Roma;
- traccia 14 registrata nel 1997 a Firenze;
- traccia 15 registrata l'8 settembre 2000 a Modena;
- traccia 16 registrata nel 1998 allo Studio Next – Officine Meccaniche da F. Magistrali e successivamente mixato nel 2000 allo Studio Next – Officine Meccaniche da Maurice Andiloro.

### Crediti

#### Musicisti
- Manuel Agnelli: voce, chitarra elettrica e acustica, percussioni
- Xabier Iriondo: chitarra elettrica, effetti
- Giorgio Prette: batteria, percussioni
- Andrea Viti: basso 4 e 12 corde, bass pedal organ, percussioni, cori
- Dario Ciffo: violino acustico ed elettrico, chitarra acustica, cori
- Giorgio Ciccarelli: cori, percussioni, organi, piano elettrico
- Roberta Castoldi: violoncello
- Emidio Clementi: voce narrante al termine di Simbiosi (Peckinpah in ralenty)

#### Live crew
- Tour manager: P. Cantù;
- fonico di sala: F. Monti;
- fonico di palco: M. Tagliola, W. Giraudo;
- tecnico luci: M. Brindasso;
- backliners: F. Sarcina, D. Cocola;
- big talu music service: Talu, Giro, Ago, Raffa;
- merchandiser: P. de Fina.

## Tracce

### CD2 (live acustico)
1. Strategie - 5:02
2. Posso avere il tuo deserto? - 4:05
3. Non è per sempre - 4:12
4. Punto G - 5:45
5. Male di miele - 2:50
6. Simbiosi - 7:23
7. Bianca - 4:43
8. Tutto fa un po' male - 4:04
9. Oceano di gomma - 6:01
10. Pelle - 4:22
11. 1.9.9.6. - 3:14
12. Senza finestra - 2:44
13. Dentro Marilyn - 6:48
14. State Trooper - 4:34
15. Voglio una pelle splendida - 4:44

### Origine tracce
- Tracce 1, 2, 13 disco di origine: Germi (Vox Pop, 1995);
- tracce 4, 5, 6, 10, 11, 12, 15 disco di origine: Hai paura del buio? (Mescal, 1997);
- tracce 3, 7, 8, 9 disco di origine: Non è per sempre (Mescal, 1999);
- traccia 14 disco di origine: Nebraska di Bruce Springsteen, (1982).

### Registrazioni
- Tutte le tracce registrate il 31 marzo 2000 presso il Teatro Annibal Caro di Civitanova Marche da F. Monti, tranne le tracce 1, 2 e 5 (radio show live 1997).

### Crediti

#### Musicisti
- Manuel Agnelli: voce, chitarra acustica, pianoforte
- Xabier Iriondo: chitarra elettrica, effetti
- Giorgio Prette: batteria, percussioni
- Andrea Viti: basso 4 e 12 corde, chitarra, cori, percussioni
- Dario Ciffo: violino, chitarra acustica, cori
- Giorgio Ciccarelli: pianoforte, chitarra acustica, percussioni, cori
- Roberta Castoldi: violoncello

## Altri crediti
| Mastering ed editing        | Paul Libson, studio Tape to Tape, London            |
| Mixaggi                     | Maurice Andiloro, Studio Next – Officine Meccaniche |
| Studio Mobile               | Blue Record Studio Mondovi (CN)                     |
| Produzione                  | V. Soave - Mescal                                   |
| Segreteria di Produzione    | L. Cavalleris                                       |
| Ufficio stampa e produzione | M. Longhi, E. Lattore                               |
| Booking e produzione live   | A. Ceccarelli, O. Caratozzolo                       |
| Progetto grafico            | studio (F) (M) milano                               |
| Fotografie                  | A. Mengoli                                          |